# Eygurande
Eygurande är en kommun i departementet Corrèze i regionen Nouvelle-Aquitaine i de centrala delarna av Frankrike. Kommunen ligger  i kantonen Eygurande som tillhör arrondissementet Ussel. År 2022 hade Eygurande 684 invånare.

## Befolkningsutveckling
Antalet invånare i kommunen Eygurande
Referens:INSEE